# Monumento a los Defensores Caídos
El monumento a los Defensores Caídos, ubicado en la fachada del templo de San Francisco de Asís (plaza de la Gesta), en la ciudad de Oviedo, Principado de Asturias, España, es una de las más de un centenar de esculturas urbanas que adornan las calles de la mencionada ciudad española.
Esta escultura forma parte de las más de un centenar de obras escultóricas que adornan las calles y plazas de la ciudad de Oviedo. Generalmente son monumentos conmemorativos dedicados a personajes de especial relevancia, aunque también los hay más puramente artísticas, sobre todo desde finales del siglo XX.
La escultura está compuesta por la figura de un Ángel de la Fe con palma del martirio entre sus manos, hecha en metal  y una inscripción alusiva en latín, que figura en la peana de piedra, sobre la que se colocó la figura esculpida en metal; es obra de Fernando Cruz Solís, y está datada en 1964.